# キングスウェイ パーソネル リミテッド
キングスウェイ パーソネル リミテッド（英語: KINGSWAY PERSONNEL LIMITED ）は、香港Causeway Bayにある香港・華南の人材紹介サービス業者。

## 沿革
- 1990年 - Kingsway Personnel Consultant Company 設立　人材紹介業を香港でスタート
- 1997年 - Japanese Division設立　在香港・華南日系企業向けに日本部署を開設
- 2001年 - KINGSWAY PERSONNEL LIMITEDに社名改称 菅原美貴が代表取締役社長に就任
- 2013年 - NAC Kingsway HR Ltd.　および、NAC HR (Asia) Ltd.設立 国際会計グループNAC Global Co., Ltd.との経営統合により組織変更